# Röntgen Peak
Röntgen Peak är en bergstopp i Antarktis. Den ligger i Västantarktis. Argentina, Chile och Storbritannien gör anspråk på området. Toppen på Röntgen Peak är 8 meter över havet.
Terrängen runt Röntgen Peak är huvudsakligen kuperad, men västerut är den bergig. Havet är nära Röntgen Peak åt nordost. Trakten är obefolkad. Det finns inga samhällen i närheten. 